# Hyalomis basilutea
Hyalomis basilutea är en fjärilsart som beskrevs av Walker 1854. Hyalomis basilutea ingår i släktet Hyalomis och familjen björnspinnare. Inga underarter finns listade i Catalogue of Life.